# Trio Islands (Neuseeland)
Die Trio Islands (Maori Te Kuru oder nach der Hauptinsel Kuru Pongi) sind eine aus drei Inseln bestehende Inselgruppe in der Tasmansee. Sie befinden sich nördlich der Südinsel Neuseelands, etwa 15 km westlich von Rangitoto ki te Tonga/D’Urville Island. Administrativ gehören sie zum Marlborough District. Die Rangitoto Islands liegen 15 km nördlich, die Chetwode Islands 20 km südöstlich.
Die Gruppe besteht neben der 86 m hohen, etwa 900 × 1200 m messenden Hauptinsel Kurupongi Island aus einem 24 m hohen Inselchen 1 km nördlich und einer weiteren kleinen Felseninsel etwa 1 km südlich.
Die Insel wurde mit der Wildlife Sanctuary (Trio Islands) Order 1965 nach dem Wildlife Act 1953 als Naturschutzgebiet ausgewiesen.